# اسم من اینه
«اسم من اینه» (به انگلیسی: My Name Is) عنوان ترانه‌ای از امینم، خواننده رپ آمریکایی است که در سال ۱۹۹۹ میلادی در ایالات متحده منتشر شد.